# Трестіоара (Прахова)
Трестіоара (рум. Trestioara) — село у повіті Прахова в Румунії. Входить до складу комуни Вилкенешть.
Село розташоване на відстані 79 км на північ від Бухареста, 23 км на північ від Плоєшті, 62 км на південний схід від Брашова.

## Населення
За даними перепису населення 2002 року у селі проживали 519 осіб, усі — румуни. Усі жителі села рідною мовою назвали румунську.